# Carnia
Carnia (Cjargne en friulano, Cjargna/Cjargno en variantes locales del friulano, Karnien en alemán) es una región histórico-geográfica en el Friul, que es parte de la región de Friul-Venecia Julia (Italia).

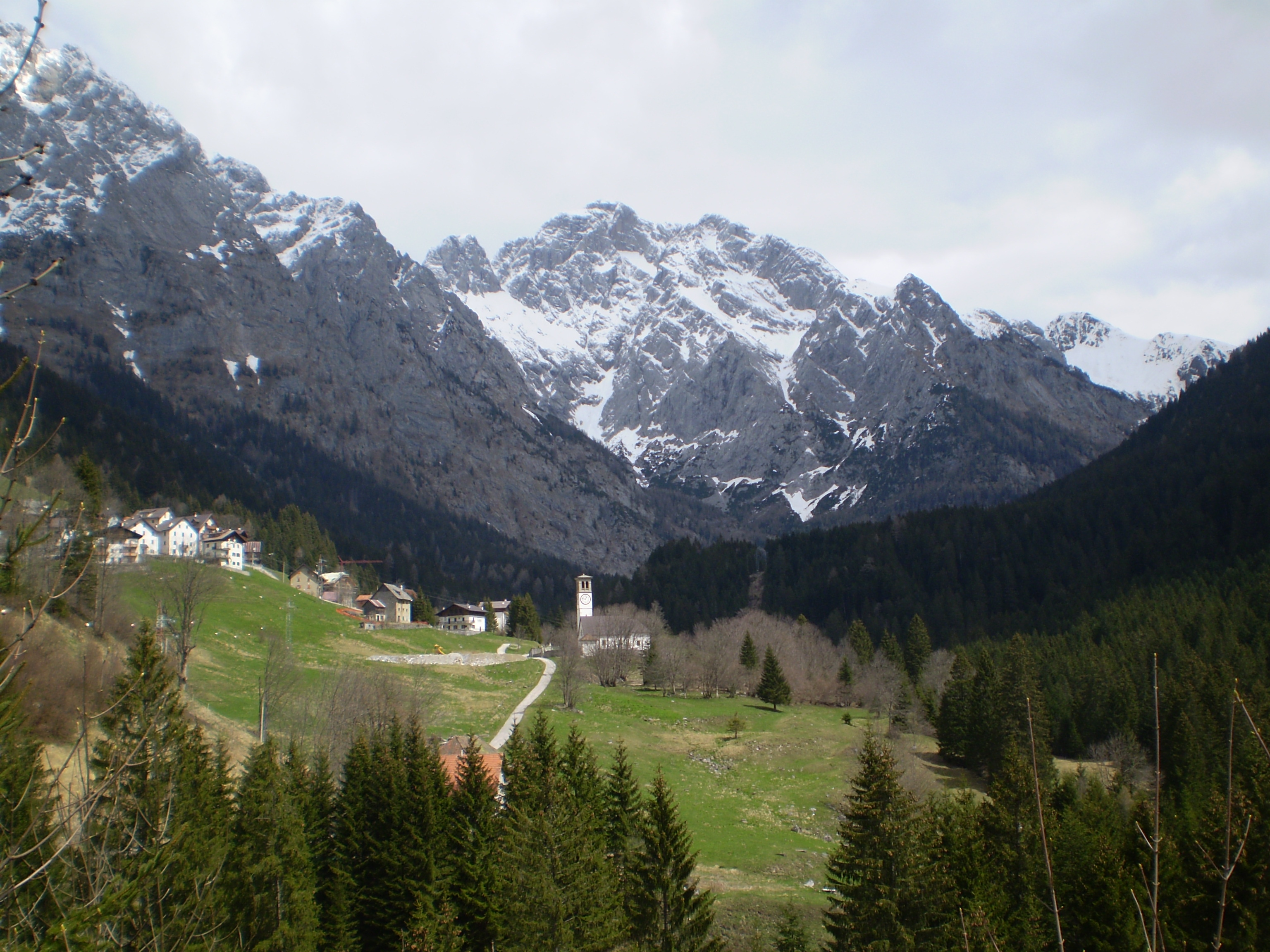
Collina, Forni Avoltri, Carnia.

Se extiende por la parte occidental y central de los Alpes Cárnicos en la provincia de Údine y por lo tanto, hace frontera con Véneto y el estado austriaco de Carintia, pero no con Eslovenia. La principal ciudad es Tolmezzo.
El italiano es la lengua oficial. El friulano, una lengua retorrománica, es ampliamente utilizada. El dialecto austrobávaro del alemán también se utiliza aisladamente en Sauris, Paluzza-Timau y Sappada.
- Datos: Q369765
- Multimedia: Carnia / Q369765